# Ian Crocker
Ian Lowell Crocker (ur. 31 sierpnia 1982 w Portland) – amerykański pływak, potrójny mistrz olimpijski w sztafecie 4 x 100 m, zdobywca srebrnego medalu olimpijskiego indywidualnie na Igrzyskach w Atenach, wielokrotny mistrz i rekordzista świata. Specjalizuje się w sprincie, głównie w stylu motylkowym. Podczas swojej kariery trenował na Uniwersytecie w Austin (w stanie Teksas).

## Kariera
Jest multimedalistą Igrzysk Olimpijskich i Mistrzostw Świata w Pływaniu. Pierwszym znaczącym sukcesem było zdobycie złotego medalu na Igrzyskach w Sydney, będąc członkiem zwycięskiej sztafety USA 4 x 100 stylem zmiennym. Niekwestionowaną gwiazdą stylu motylkowego stał się dzięki startom na Mistrzostwach Świata w 2003 roku, zwłaszcza kiedy to w finale wyścigu na 100 m tym stylem nieoczekiwanie pokonał faworytów, Michaela Phelpsa i Andrija Serdinowa, którzy w półfinałach ustanawiali po kolei rekordy świata. Finałowy czas Crockera (50,98 s) był pierwszym w historii poniżej 51 s na tym dystansie.
Podczas Igrzysk Olimpijskich w Atenach wszyscy spodziewali się pasjonującego pojedynku z Phelpsem. W wyścigach eliminacyjnych i półfinałowych znacznie lepiej prezentował się Crocker, jednak finał padł łupem drugiego Amerykanina, który jeszcze na 10 metrów przed końcem wyścigu był wyraźnie za Crockerem. Ostatecznie różnica na mecie wyniosła 0,04 s.
Podczas kolejnych Mistrzostw Świata w 2005 roku Crocker powetował sobie porażkę na swoim koronnym dystansie z Aten, pewnie wygrywając z Phelpsem, bijąc przy okazji własny rekord świata (50,40). Po raz kolejny mógł fetować również złoto w sztafecie stylem zmiennym.
Dwa lat później na Mistrzostwach Świata w Melbourne sytuacja z Aten powtórzyła się - Crocker na ostatnich metrach znów przegrał o setne części sekundy z Phelpsem. Tym razem jednak Phelps, polujący na rekordową liczbę złotych medali podczas jednych MŚ, nie oddał miejsca w sztafecie. Crocker dostał jednak szansę popłynięcia w sztafecie w eliminacjach, w których to zbyt wcześnie wskoczył na swojej zmianie do wody, co oznaczało, że drużyna USA - żelazny faworyt do złota - został zdyskwalifikowany. Wiele osób dopatrywało się w tym celowego niesportowego zachowania Crockera, który chciał się w ten sposób zemścić Phelpsowi za kolejną bolesną porażkę w wyścigu indywidualnym.
Igrzyska Olimpijskie w Pekinie nie były dla Crockera już tak udane. Najpierw na swoim koronnym dystansie był tłem dla Phelpsa i Čavića, nie zdobywając nawet medalu. Wystartował jednak w eliminacjach sztafety 4 x 100 zmiennym. Tym razem nie popełnił błędu falstartu, nie przeszkadzając tym samym płynącemu w finale sztafety Phelpsowi w zdobyciu rekordowej liczby 8 złotych medali na jednych Igrzyskach. Jako zawodnik płynący w zwycięskiej sztafecie w eliminacjach również otrzymał złoty medal, chociaż zgodnie z regulaminem nie odbyło się to podczas oficjalnej dekoracji na podium. 
Crocker jest byłym wielokrotnym rekordzistą świata na dystansie 100 metrów stylem motylkowym, a swój najlepszy wynik (50,40s) ustanowił podczas Mistrzostw Świata w Montrealu w 2005 roku. Rekord ten został pobity 4 lata później przez Phelpsa. Szybciej od Crockera na tym dystansie pływał jeszcze tylko Milorad Čavić. Jest pierwszym pływakiem, który zszedł na tym dystansie poniżej granicy 51 sekund.
Jest wielokrotnym mistrzem Stanów Zjednoczonych, wygrywając, m.in. czterokrotnie z rzędu na dystansie 100 metrów stylem motylkowym i dołączając do takich sław jak Mark Spitz czy Pablo Morales. Liczbę sukcesów stylu motylkowego dopełniają również znakomite występy w stylu dowolnym, zwłaszcza na dystansie 100 m. Sukcesy w tym stylu odnosił głównie jednak w mistrzostwach kraju. Na arenie międzynarodowej koncentrował się niemal wyłącznie na stylu motylkowym, co owocowało dalszymi miejscami w swoim drugim ulubionym stylu, np. na ateńskich igrzyskach na 100 m stylem dowolnym nie przeszedł nawet eliminacji, mimo tego iż przed zawodami legitymował się jednym z najlepszych wyników na świecie. Równie znakomicie spisywał się na krótkim basenie - zdobył m.in. cztery tytuły mistrza świata, dwa indywidualne i dwa w sztafecie, na Mistrzostwach Świata 2004.

## Po zakończeniu kariery
Chociaż oficjalnie nie zakończył kariery, od Igrzysk Olimpijskich w Pekinie w 2008 roku nie wystartował już w żadnych zawodach. Obecnie zajmuje się szkoleniem młodzieży w założonych przez siebie i kilku kolegów z reprezentacji szkołach pływackich w Austin i Dallas.
Crocker nigdy nie imponował specjalnie swoimi warunkami fizycznymi, głównie za sprawą braku zaznaczonych mięśni charakterystycznych dla pływaków, co skutkowało często w nazywaniu go przez komentatorów "misiowatym". W wolnych chwilach uwielbia grać na gitarze i zajmować się samochodami.

## Rekordy życiowe
Długi basen (50 metrów)
- 50 m motylkiem: 23,12 (Rekord Ameryki)
- 100 m motylkiem: 50,40 (ówczesny Rekord Świata)
- 50 m dowolnym: 22,74
- 100 m dowolnym: 49,06

Krótki basen (25 metrów)
- 50 m motylkiem: 22,71 (Rekord USA)
- 100 m motylkiem: 49,07 (Rekord USA)
- 50 m dowolnym: 21,44
- 100 m dowolnym: 46,25(Rekord USA)

Krótki basen (jardy)
- 50 yd motylkiem: 20,57 (międzyczas na 100 y)
- 100 yd motylkiem: 44,72
- 50 yd dowolnym: 19,11
- 100 yd dowolnym: 41,68
- 200 yd dowolnym: 1:35.43
- 500 yd dowolnym: 4:32.37